# 2004-es Formula–1 ausztrál nagydíj
Az ausztrál nagydíj volt a 2004-es Formula–1 világbajnokság nyitófutama, amelyet 2004. március 7-én rendeztek meg az ausztrál Melbourne Grand Prix Circuiten, Melbourne-ben.

## Időmérő edzés
Az időmérő edzésen a Ferrarik könnyedén szerezték meg az első sort. Michael Schumacher az első még csapattársa, Rubens Barrichello a második helyről rajtolhatott, Juan Pablo Montoya a Williamsszel harmadik lett.
| Helyezés | Versenyző            | Csapat/Motor     | Idő        | Különbség |
| -------- | -------------------- | ---------------- | ---------- | --------- |
| 1        | Michael Schumacher   | Ferrari          | 1:24.408   | –         |
| 2        | Rubens Barrichello   | Ferrari          | 1:24.482   | + 0.074   |
| 3        | Juan Pablo Montoya   | Williams-BMW     | 1:24.998   | + 0.590   |
| 4        | Jenson Button        | BAR-Honda        | 1:24.998   | + 0.590   |
| 5        | Fernando Alonso      | Renault          | 1:25.699   | + 1.291   |
| 6        | Mark Webber          | Jaguar-Cosworth  | 1:25.805   | + 1.397   |
| 7        | Szató Takuma         | BAR-Honda        | 1:25.851   | + 1.443   |
| 8        | Ralf Schumacher      | Williams-BMW     | 1:25.925   | + 1.517   |
| 9        | Jarno Trulli         | Renault          | 1:26.290   | + 1.882   |
| 10       | Kimi Räikkönen       | McLaren-Mercedes | 1:26.297   | + 1.889   |
| 11       | Felipe Massa         | Sauber-Petronas  | 1:27.065   | + 2.657   |
| 12       | David Coulthard      | McLaren-Mercedes | 1:27.294   | + 2.886   |
| 13       | Cristiano da Matta   | Toyota           | 1:27.823   | + 3.415   |
| 14       | Giancarlo Fisichella | Sauber-Petronas  | 1:27.845   | + 3.437   |
| 15       | Nick Heidfeld        | Jordan-Ford      | 1:28.178   | + 3.770   |
| 16       | Giorgio Pantano      | Jordan-Ford      | 1:30.140   | + 5.732   |
| 17       | Baumgartner Zsolt    | Minardi-Cosworth | 1:30.681   | + 6.273   |
| 18       | Olivier Panis        | Toyota           | 1:31.530   |           |
| 19       | Gianmaria Bruni      | Minardi-Cosworth | idő nélkül |           |
| 20       | Christian Klien      | Jaguar-Cosworth  | idő nélkül |           |

## Futam
A pályán egy kör 5,303 km, a verseny 58 körös volt.
Michael Schumacheré a pole, Baumgartner Zsolt 17. lett Melbourne-ben. A futamon Schumacher rajt-cél győzelmet szerzett, Barrichello pedig második lett. A dobogó harmadik fokára Fernando Alonso állt fel. A negyedik Ralf Schumacher lett a Williamsszel. A további pontszerzők Juan Pablo Montoya, Jenson Button, Jarno Trulli, és David Coulthard voltak. A leggyorsabb kört Michael Schumacher autózta.
A verseny után a bajnokságot Schumacher vezette két ponttal Barrichello előtt.
| Helyezés | Rajtszám | Versenyző            | Csapat/Motor     | Futott kör | Idő/Kiesés oka | Rajthely | Pont |
| -------- | -------- | -------------------- | ---------------- | ---------- | -------------- | -------- | ---- |
| 1        | 1        | Michael Schumacher   | Ferrari          | 58         | 1h24:15.757    | 1        | 10   |
| 2        | 2        | Rubens Barrichello   | Ferrari          | 58         | + 13.605       | 2        | 8    |
| 3        | 8        | Fernando Alonso      | Renault          | 58         | + 34.673       | 5        | 6    |
| 4        | 4        | Ralf Schumacher      | Williams-BMW     | 58         | + 1:00.423     | 8        | 5    |
| 5        | 3        | Juan Pablo Montoya   | Williams-BMW     | 58         | + 1:08.536     | 3        | 4    |
| 6        | 9        | Jenson Button        | BAR-Honda        | 58         | + 1:10.598     | 4        | 3    |
| 7        | 7        | Jarno Trulli         | Renault          | 57         | + 1 kör        | 9        | 2    |
| 8        | 5        | David Coulthard      | McLaren-Mercedes | 57         | + 1 kör        | 12       | 1    |
| 9        | 10       | Szató Takuma         | BAR-Honda        | 57         | + 1 kör        | 7        |      |
| 10       | 11       | Giancarlo Fisichella | Sauber-Petronas  | 57         | + 1 kör        | 14       |      |
| 11       | 15       | Christian Klien      | Jaguar-Cosworth  | 56         | + 2 kör        | 19       |      |
| 12       | 16       | Cristiano da Matta   | Toyota           | 56         | + 2 kör        | 13       |      |
| 13       | 17       | Olivier Panis        | Toyota           | 56         | + 2 kör        | 18       |      |
| 14       | 19       | Giorgio Pantano      | Jordan-Ford      | 55         | + 2 kör        | 16       |      |
| Ki       | 12       | Felipe Massa         | Sauber-Petronas  | 44         | Motorhiba      | 11       |      |
| Ki       | 18       | Nick Heidfeld        | Jordan-Ford      | 43         | Váltóhiba      | 15       |      |
| HN       | 20       | Gianmaria Bruni      | Minardi-Cosworth | 43         | + 15 kör       | 20       |      |
| Ki       | 14       | Mark Webber          | Jaguar-Cosworth  | 29         | Váltóhiba      | 6        |      |
| Ki       | 21       | Baumgartner Zsolt    | Minardi-Cosworth | 14         | Elektronika    | 17       |      |
| Ki       | 6        | Kimi Räikkönen       | McLaren-Mercedes | 9          | Kicsúszás      | 10       |      |

## A világbajnokság élmezőnyének állása a verseny után
| H  | Versenyzők         | Pont | H  | Konstruktőrök    | Pont |
| -- | ------------------ | ---- | -- | ---------------- | ---- |
| 1. | Michael Schumacher | 10   | 1. | Ferrari          | 18   |
| 2. | Rubens Barrichello | 8    | 2. | Williams-BMW     | 9    |
| 3. | Fernando Alonso    | 6    | 3. | Renault          | 8    |
| 4. | Ralf Schumacher    | 5    | 4. | BAR-Honda        | 3    |
| 5. | Juan Pablo Montoya | 4    | 5. | McLaren-Mercedes | 1    |

## Statisztikák
A versenyben vezetett: Michael Schumacher 58 kör (1–58.).
Michael Schumacher 71. (R) győzelme, 56. pole pozíciója, 57. (R) leggyorsabb köre, 16. (R) mesterhármasa (gy, pp, lk)
- Ez volt a Ferrari 168-ik, (első kettős győzelme a 2002-es japán nagydíj óta.)
- Az ausztrál nagydíj volt Gianmaria Bruni, Christian Klien és Giorgio Pantano első Formula–1-es versenye.